# Icon (program)
Icon, to program okienkowy (system operacyjny), opracowany i dostarczany wraz z komputerami BBC Master Compact firmy Acorn. Program wczytywany był z dyskietki dostarczanej w zestawie z komputerem. Podobnie jak w innych programach (i systemach) okienkowych, obsługa odbywała się za pomocą kursora wyświetlanego na ekranie, za pomocą którego użytkownik wybierał odpowiednie ikony programów lub pozycje menu, które chciał uruchomić. Kursor można było przemieszczać po ekranie za pomocą: dostępnych na klawiaturze komputera specjalnych klawiszy strzałek, myszki lun dżojstika.
W ramach tego systemu dostępne były pewne proste aplikacje wbudowane:
Card indexprosta baza danych, w której informacje przechowywane są w postaci szeregu wierszy stanowiących rekordy bazy, na które składają się pola (standardowo dostępne pola to: name, address, tel, other,
Calculatorkalkulator programowy, dostępne były jedynie podstawowe operacje, bez zaawansowanych funkcji matematycznych,
Note padnotatnik, w którym tekst zapisywany jest na stronach (maksymalnie 16 stron) o maksymalnie 20 wierszach składających się każdy maksymalnie z 31 znaków,
Catalogueprogram do przeglądania zawartości dyskietki (menedżer plików),
Welcomeprogram umożliwiający szybkie przejście do menu,
Clockzegar, przy czym dostępny był zegar w postaci tradycyjnej (wskazówkowej) oraz cyfrowej,
Timpaintprogram graficzny do rysowania prostych obrazków
inne programyw system wbudowany był szereg innych drobnych programów, wiele z nich pełniących jedynie funkcję demonstracyjną; wśród tych programów były między innymi programy graficzne, nauczające, gry, programy narzędziowe Welcome utilities), panel kontrolny.